# 101次求婚 (韓國電影)
《101次求婚》（韓語：101번째 프로포즈）為1993年韓國喜劇電影，於1993年6月19日上映，片長112分鐘，由吳錫根執導，ShinCine出品、製作及發行，文盛瑾、金喜愛主演，本片改編自1991年同名日本電視劇，也是首次翻拍。

## 劇情
故事講述年近40的具英燮還是獨身一人，給他介紹了許多女孩都沒有人看上他。這次是英燮的第101次機會了，對方是大提琴手智媛，相貌、氣質俱佳。英燮自覺配不上智媛，並在智媛面前說了謊。智媛鼓勵英燮拿出勇氣，因為世界上沒有高不可攀的女人。英燮由衷地感謝智媛。但是智媛無心和任何人談戀愛，在她的心中永遠只有一個人，因為車禍離開人世的未婚夫。
在弟弟英勳和智媛妹妹惠媛的幫助下，英燮執著地追求智媛。英燮向智媛表白「100年以後依然愛你」恰巧是當初智媛未婚夫說過的話，令智媛非常感動。為了和智媛有共同語言，英燮在音樂和鋼琴上下功夫，為求能代替智媛已故的未婚夫。有一天，智媛偶然遇到英燮的上司申東赫時，由於申東赫跟智媛已故的未婚夫相貌極為酷似，就像一場預兆一樣，智媛在過去的記憶混亂中將自己的心轉向申東赫。另外英燮挑戰司法考試以尋找新的自我，但失敗了，亦給英燮巨大的打擊，因為英燮原本以為可以改變自己，結果卻無功而還，辭職後生活更加困難，並將想給智媛的結婚戒指扔進河中，不過最後智媛卻出現正在建築工地工作的英燮面前…

## 演員陣容
- 文盛瑾（朝鲜语：문성근） 飾 具英夑（星野達郎）
- 金喜愛 飾 韓智媛（矢吹薫）
- 金勝友 飾 具英勳（星野純平）
- 金錦蓉（朝鲜语：김금용） 飾 韓惠媛（矢吹千惠）
- 鄭哲野 飾 申東赫（藤井克巳）
- 金善在 飾 閔小姐

## 獎項

### 入圍
- 第32屆大鐘獎（1994年）[1]

- 「最佳男主角獎」：文盛瑾
- 「最佳女主角獎」：金喜愛
- 「最佳音樂獎」：宋秉準
- 「最佳新導演獎」：吳錫根

- 第14屆青龍電影獎（1993年）[2]

- 「最佳男主角獎」：文盛瑾
- 「最佳女主角獎」：金喜愛
- 「最佳女配角獎」：金錦蓉

## 外部連結
- 互联网电影数据库（IMDb）上《101次求婚》的资料（英文）
- 韩国电影数据库（KMDb）上《101次求婚》的資料